# Giuliano Carnimeo
Giuliano Carnimeo (Bari, 4 de julio de 1932-Roma, 10 de septiembre de 2016) fue un director de cine italiano. Estuvo especialmente activo dentro del spaghetti western o western italiano.

## Trayectoria en el cine
Nacido en Bari, Carnimeo comenzó su carrera como ayudante de dirección para, entre otros,  
Giorgio Simonelli y Camillo Mastrocinque. Debutó como director en la coproducción internacional Panic Button, como codirector junto al estadounidense George Sherman; como director en solitario su primera película fue El momento de matar (1968). 
Ese mismo año dirige el spaghetti western Oeste sin fronteras, protagonizado por Jeffrey Hunter y Pascale Petit. Dentro del spaghetti western sería precisamente un realizador bastante característico, suyas son varias de las películas del personaje de Sartana, interpretado por George Hilton y Gianni Garko. Otros personajes de sus spaghetti western son Aleluya (Alleluja en el original italiano), encarnado por George Hilton, y Espíritu Santo (El Halcón en la más prudente versión española), interpretado por Gianni Garko. Como director de spaghetti western utilizó habitualmente el pseudónimo de Anthony Ascott.
Con el declinar del spaghetti western, sus películas se contagian de la influencia de la serie Trinidad, y comienza después a focalizar su atención en otros géneros, como el giallo o la commedia sexy all'italiana. En este último género trabaja con algunos de los actores más reconocibles del mismo, como Álvaro Vitali, Lino Banfi, Nadia Cassini, Renzo Montagnani, Lando Buzzanca o Janet Agreen.
Alguna de sus películas estuvo coproducida con España: Llega Sartana, con Nieves Navarro bajo su habitual pseudónimo de Susan Scott; Y le llamaban el halcón, con Pilar Velázquez y Jorge Rigaud; y Busco amante para un divorcio, protagonizada por María Luisa San José y Francisco Cecilio. 
En la década de 1980 dirigió algunas películas de género fantástico como El exterminador de la carretera, surgida del éxito de Mad Max 2, o El hombre rata (Quella villa in fondo al parco, Rat Man en su distribución internacional), con esta última cierra su filmografía, compuesta por cerca de treinta títulos.

## Filmografía

### Director
- 1988 El hombre rata (Quella villa in fondo al parco) (como Anthony Ascot)
- 1988 Computron 22
- 1983 Cero en conducta (Zero in condotta)
- 1983 El exterminador de la carretera (Il giustiziere della strada) (como Jules Harrison)
- 1981 Tutta da scoprire
- 1981 I carabbimatti
- 1981 Jaimito, médico del seguro/Pepito, médico del seguro (Pierino medico della Saub)
- 1981 Mi mujer vuelve al colegio (Mia moglie torna a scuola)
- 1981 Busco amante para un divorcio
- 1980 Para no divorciarse mejor ser pobre (Prestami tua moglie)
- 1979 La profesora baila con toda la clase (L'insegnante balla... con tutta la classe)
- 1976 Il vangelo secondo Simone e Matteo
- 1976 Carioca tigre
- 1975 Simón y Mateo (Simone e Matteo un gioco da ragazzi) (como Arthur Pitt)
- 1974 Póker de camas (La signora gioca bene a scopa?)
- 1974 Di Tresette ce n'è uno, tutti gli altri son nessuno (como Anthony Ascott)
- 1973 Ana, ese particular placer (Anna, quel particolare piacere)
- 1973 Para mí el oro, para ti el plomo (Lo chiamavano Tresette... giocava sempre col morto) (como Anthony Ascott)
- 1973 El audaz aventurero (Fuori uno sotto un altro... arriva il passatore) (como Anthony Ascott)
- 1972 Il West ti va stretto, amico... è arrivato Alleluja (como Anthony Ascott)
- 1972 Las lágrimas de Jennifer (Perché quelle strane gocce di sangue sul corpo di Jennifer?) (como Anthony Ascott)
- 1972 El halcón de Sierra Madre/Y le llamaban el halcón (Uomo avvisato, mezzo ammazzato... parola di Spirito Santo) (como Anthony Ascott)
- 1971 Y dejaron de llamarle Camposanto (Gli fumavano le Colt... lo chiamavano Camposanto) (como Anthony Ascott)
- 1971 Y ahora le llaman Aleluya (Testa t'ammazzo, croce... sei morto... Mi chiamano Alleluja) (como Anthony Ascott)
- 1970 Llega Sartana (Una nuvola di polvere... un grido di morte... arriva Sartana) (como Anthony Ascott)
- 1970 Buen funeral, amigos, paga Sartana (Buon funerale, amigos!... paga Sartana) (como Anthony Ascott)
- 1970 Ha llegado Sartana/Vende la pistola y cómprate la tumba (C'è Sartana... vendi la pistola e comprati la bara!) (como Anthony Ascott)
- 1969 Yo soy Sartana (Argentina)/Yo soy vuestro verdugo (España) (Sono Sartana, il vostro becchino) (as Anthony Ascott)
- 1968 Oeste sin fronteras (Joe... cercati un posto per morire!) (como A. Ascot)
- 1968 El momento de matar (Il momento di uccidere) (como Anthony Ascott)
- 1964 Panic Button (codirigida por George Sherman)

### Guionista
- 1968 Oeste sin fronteras
- 1962 Un branco di vigliacchi
- 1961 Ursus
- 1960 Roma de mis amores (Fontana di Trevi)